# Список ланцюжків кратерів на Марсі
Це — список ланцюжків кратерів на Марсі, яким була присвоєна певна назва. У планетній геології, ланцюжками кратерів, або латинським терміном catena (у множині — catenae) називають низку кратерів приблизно однакового розміру, розташованих приблизно на одній лінії. На Марсі таким ланцюжкам присвоюється назва однієї із класичних деталей альбедо. Такий принцип найменування був затверджений правилами планетної номенклатури Міжнародного астрономічного союзу. Тоді як catenae на більшості тіл Сонячної системи складаються в основному із метеоритних кратерів, на Марсі вони утворюються переважно із ерозійних западин.
| Name              | Coordinates                                               |
| ----------------- | --------------------------------------------------------- |
| Acheron Catena    | 37°18′ пн. ш. 259°00′ сх. д. / 37.3° пн. ш. 259.0° сх. д. |
| Alba Catena       | 35°00′ пн. ш. 245°18′ сх. д. / 35.0° пн. ш. 245.3° сх. д. |
| Artynia Catena    | 47°36′ пн. ш. 240°24′ сх. д. / 47.6° пн. ш. 240.4° сх. д. |
| Baphyras Catena   | 38°48′ пн. ш. 275°42′ сх. д. / 38.8° пн. ш. 275.7° сх. д. |
| Ceraunius Catena  | 37°06′ пн. ш. 251°48′ сх. д. / 37.1° пн. ш. 251.8° сх. д. |
| Coprates Catena   | 14°54′ пд. ш. 297°48′ сх. д. / 14.9° пд. ш. 297.8° сх. д. |
| Cyane Catena      | 36°18′ пн. ш. 241°36′ сх. д. / 36.3° пн. ш. 241.6° сх. д. |
| Elysium Catena    | 17°36′ пн. ш. 149°36′ сх. д. / 17.6° пн. ш. 149.6° сх. д. |
| Ganges Catena     | 2°48′ пд. ш. 291°18′ сх. д. / 2.8° пд. ш. 291.3° сх. д.   |
| Hyblaeus Catena   | 21°36′ пн. ш. 140°30′ сх. д. / 21.6° пн. ш. 140.5° сх. д. |
| Labeatis Catenae  | 19°30′ пн. ш. 266°42′ сх. д. / 19.5° пн. ш. 266.7° сх. д. |
| Ophir Catenae     | 9°30′ пд. ш. 300°36′ сх. д. / 9.5° пд. ш. 300.6° сх. д.   |
| Phlegethon Catena | 38°54′ пн. ш. 256°42′ сх. д. / 38.9° пн. ш. 256.7° сх. д. |
| Stygis Catena     | 23°18′ пн. ш. 150°30′ сх. д. / 23.3° пн. ш. 150.5° сх. д. |
| Tithoniae Catenae | 5°18′ пд. ш. 277°36′ сх. д. / 5.3° пд. ш. 277.6° сх. д.   |
| Tractus Catena    | 27°48′ пн. ш. 257°18′ сх. д. / 27.8° пн. ш. 257.3° сх. д. |